# Anatoma aupouria
Anatoma aupouria là một loài ốc biển nhỏ, là động vật thân mềm chân bụng sống ở biển trong họ Scissurellidae, the little slit shells.